# Румунија на Европском првенству у атлетици у дворани 1974.
Румунија је учествовала  на 5. Европском првенству у атлетици у дворани 1974. одржаном у дворани Скандинавијум у Гетеборгу, (Шведска), 9. и 10. марта 1974.  Репрезентацију Румуније у њеном петом учешћу на европским првенствима у дворани представљло су 10 такмичара (4 мушкарца и 6 жена) који су се такмичили у 9 дисциплина  (4 мушке и 5 женских).
Са једном бронзаном медаљом Румунија је у укупном пласману освојилао 15. место   од 15 земаља које су имале представнике у финалу.
У табели успешности (према броју и пласману такмичара који су учествовали у финалним такмичењима (првих 8 такмичара)) Румунија је  са 5 учесника у финалу и 25 бодова заузела 10 место., од 22 земље које су имале представнике у финалу.  односно само Аустрија, Ирска и Луксембург нису имали нијеног финалисту. 
| Плас. | Земља    | 1. место | 2. место | 3. место | 4. место | 5. место | 6. место | 7. место | 8. место | Бр. финал. - Бод. |
| ----- | -------- | -------- | -------- | -------- | -------- | -------- | -------- | -------- | -------- | ----------------- |
| 10.   | Румунија | −        | −        | 1 − 6    | 3 − 5    | 1 − 4    | −        | −        | −        | 5 − 25            |